# چهل و سومین دوره جوایز تمشک طلایی
چهل و سومین دورهٔ جوایز تمشک طلایی یا «Razzies» مراسم اهدای جوایزی بود که بدترین فیلم‌هایی را که صنعت فیلم در سال ۲۰۲۲ ارائه کرده‌است را گرامی داشت. این مراسم در ۱۱ مارس ۲۰۲۳ در محل سنتی خود در روز قبل از نود و پنجمین دوره جوایز اسکار برگزار شد. جوایز بر اساس رای اعضای بنیاد تمشک طلایی انتخاب می‌شوند. نامزدها در ۲۲ ژانویه ۲۰۲۳ اعلام شد. فیلم «NC-17» بلوند با هشت نامزدی، از جمله بدترین فیلم و بدترین کارگردانی (اندرو دومینیک) بیشترین تعداد نامزدی را دریافت کرد.

## جایزه‌ها و نامزدی‌ها

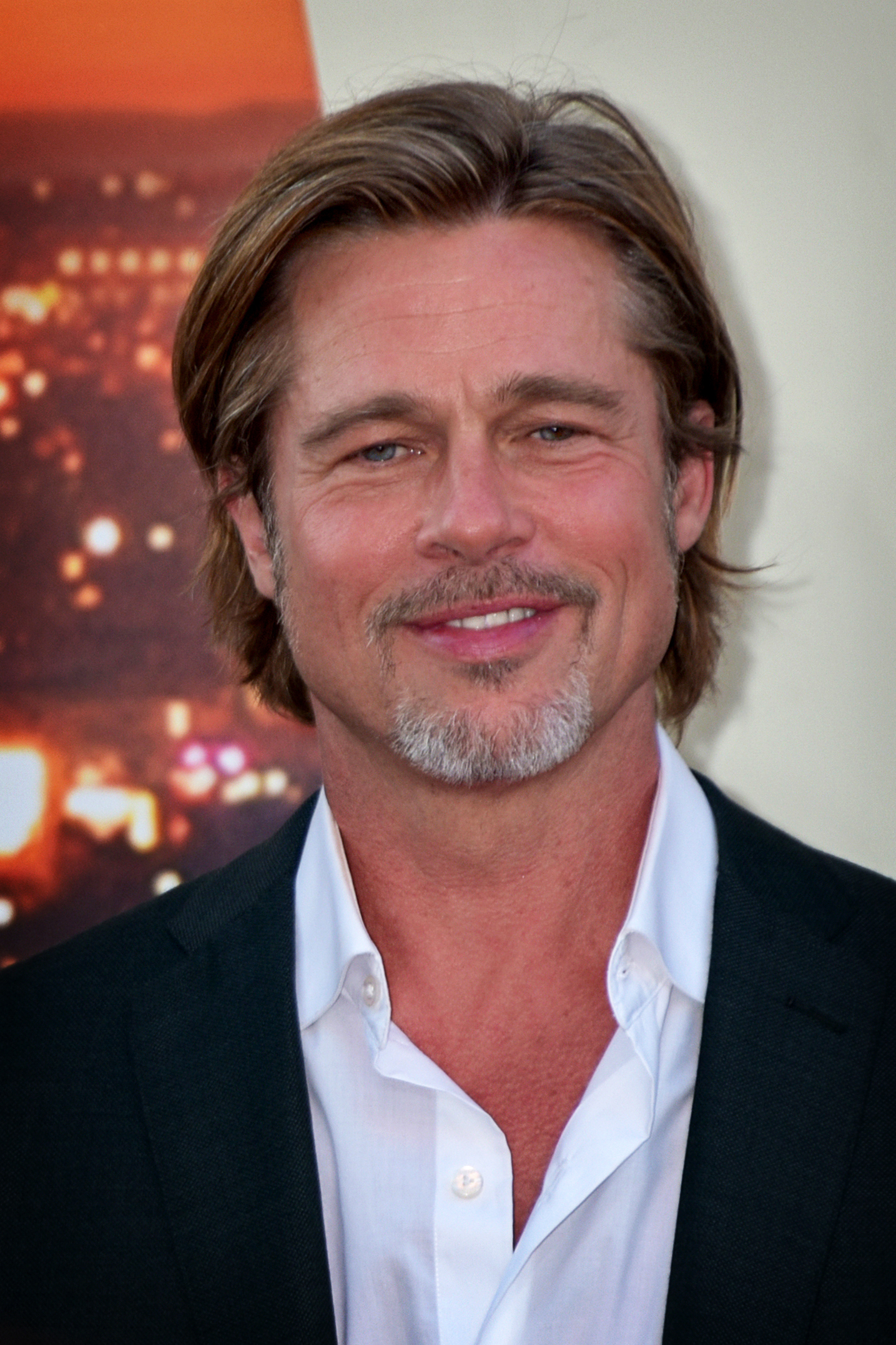
برد پیت، برنده مشترک بدترین فیلم

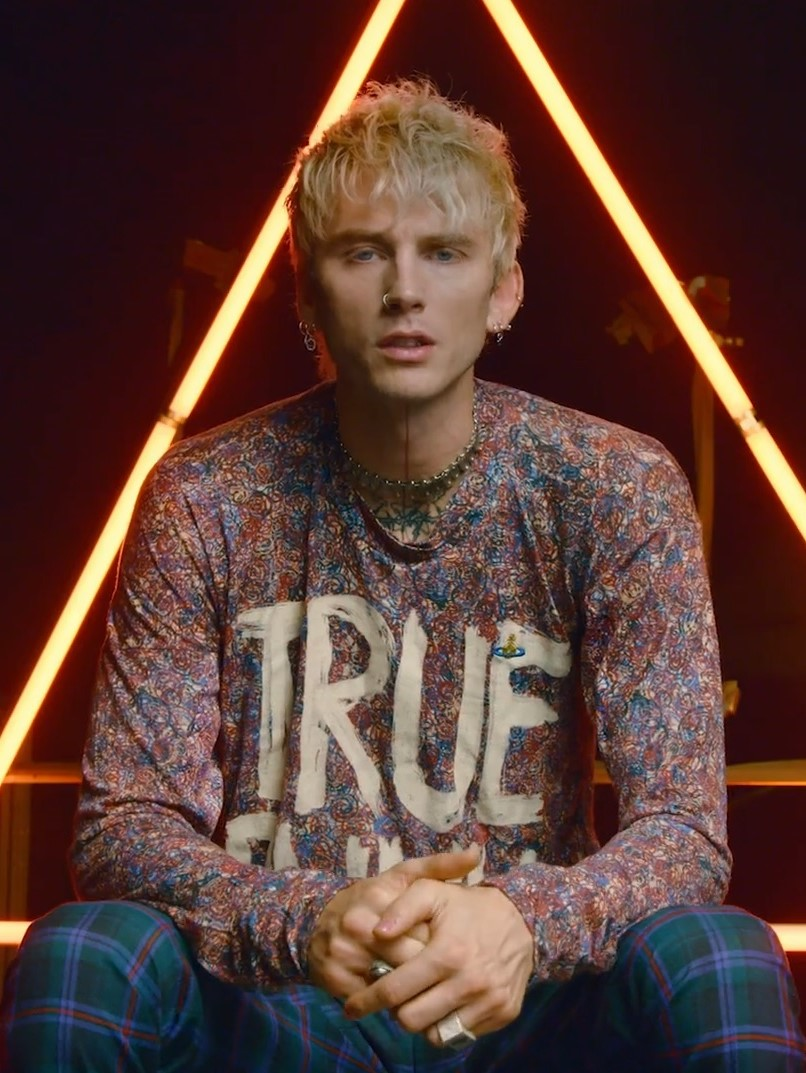
مشین گان کلی، برنده مشترک بدترین کارگردان

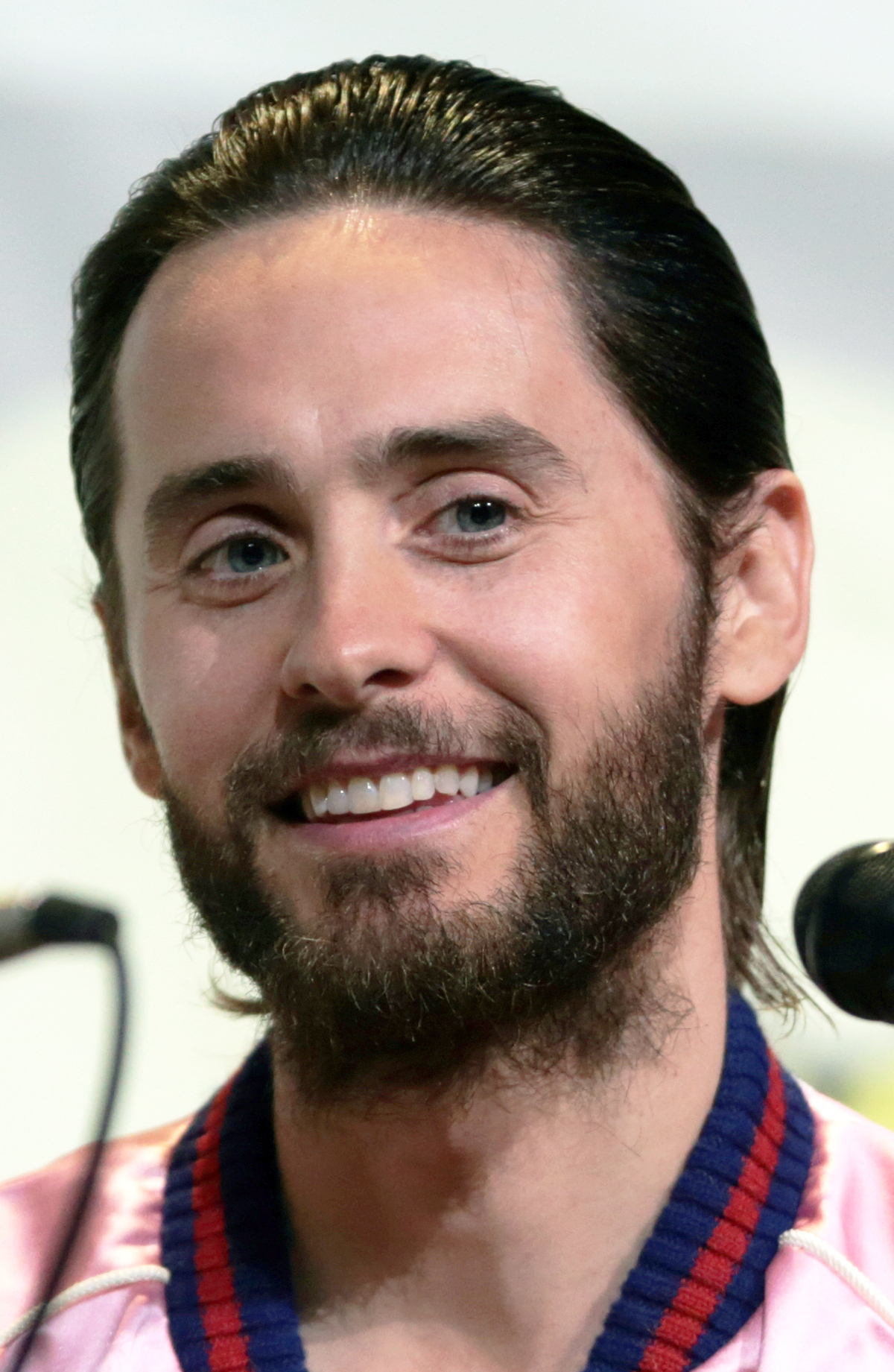
جرد لتو، برنده بدترین بازیگر مرد

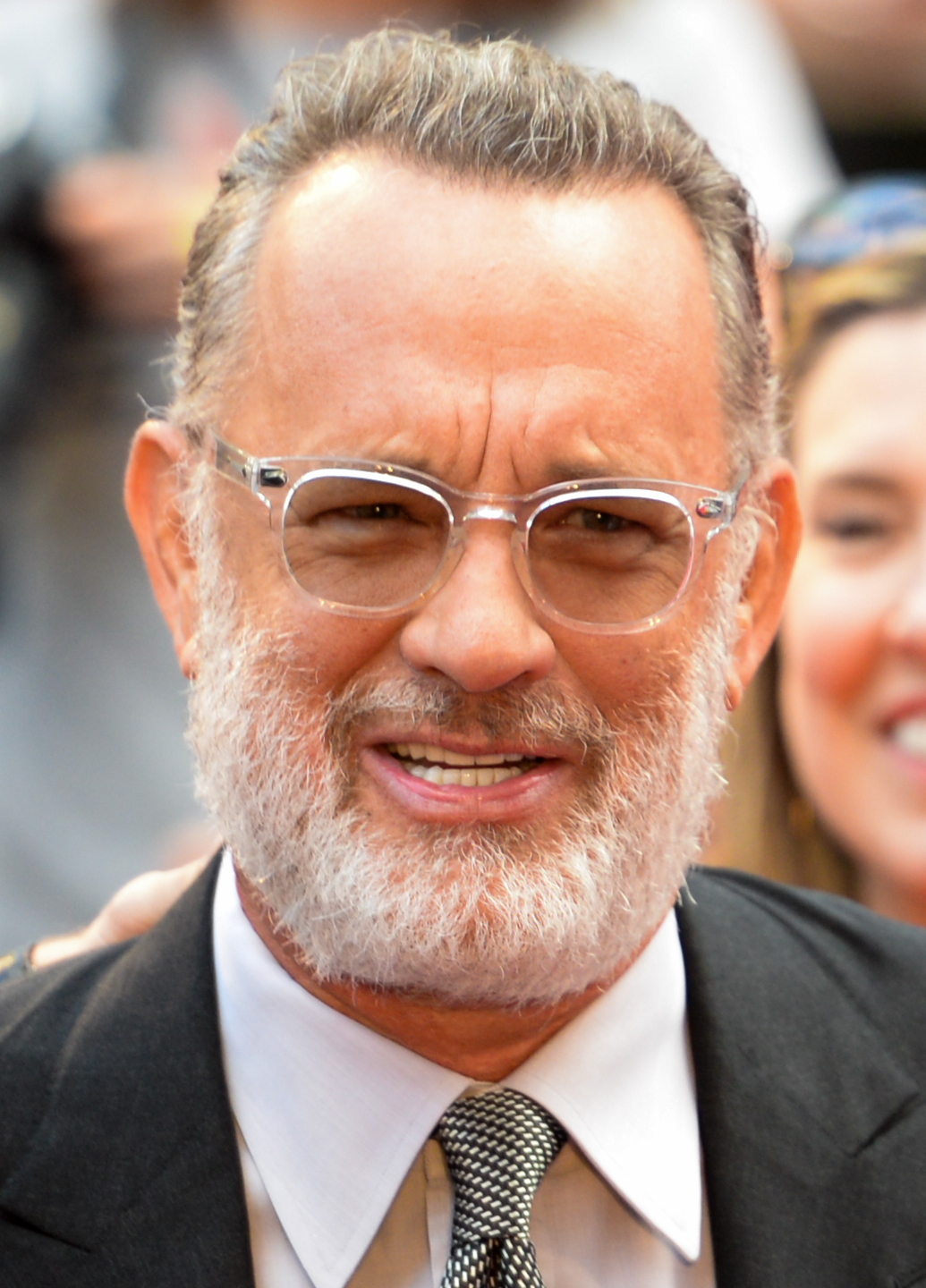
تام هنکس، برنده بدترین بازیگر نقش مکمل مرد و برنده مشترک بدترین زوج سینمایی

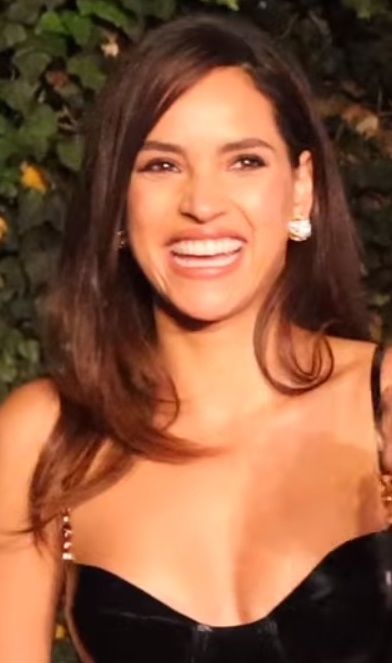
آدریا آرجونا، برنده بدترین بازیگر نقش مکمل زن

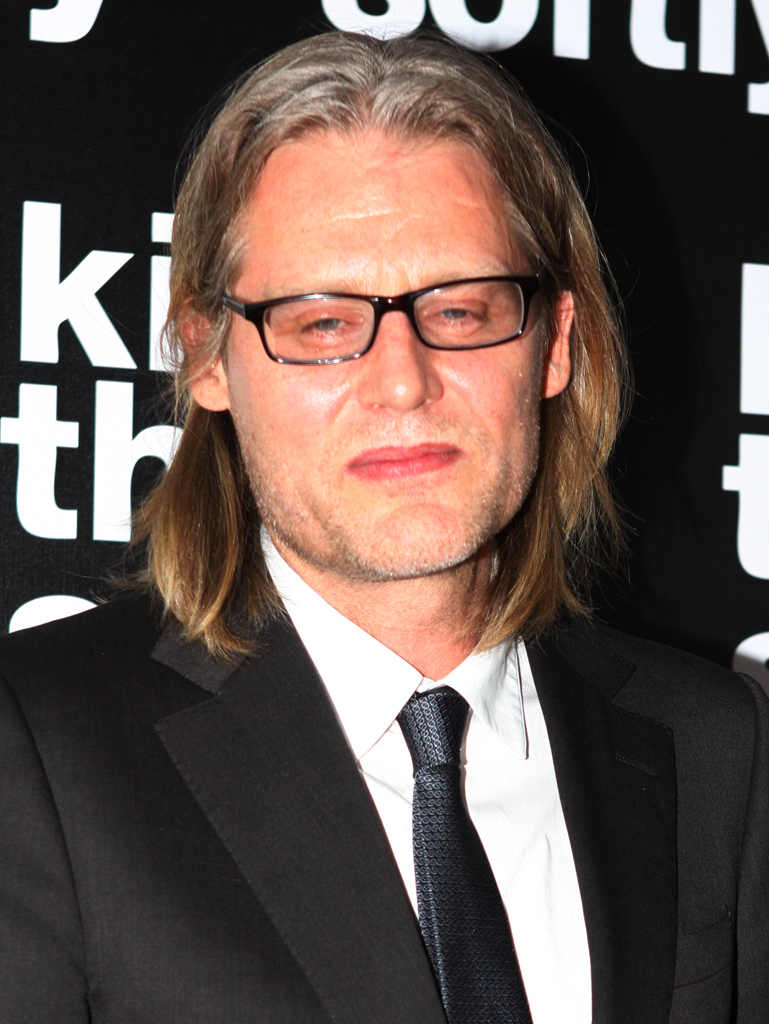
اندرو دامینیک، برنده بدترین فیلمنامه

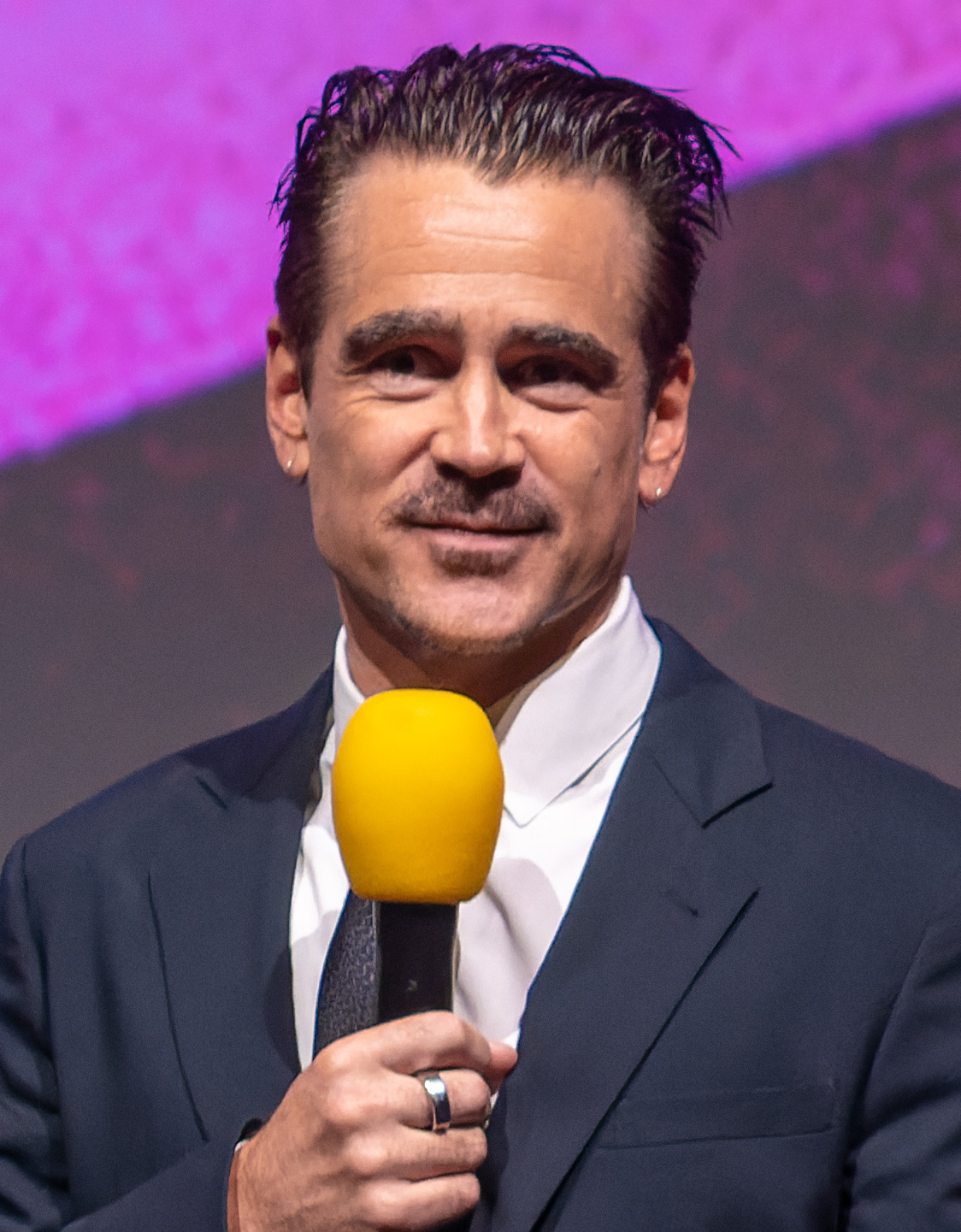
کالین فارل، برنده جایزه رستگاری تمشک

| بدترین فیلم - بلوند (نتفلیکس) – دده گاردنر، جرمی کلاینر، و برد پیت - پینوکیو (دیزنی پلاس) – درک هوگ، اندرو میلانو، کریس وایتز، و رابرت زمکیس - عزاداری خوب (اوپن رود فیلمز) – کریس لانگ، مشین گان کلی، جیب پولهموس، و ماد سان - دختر پادشاه (گراویتاس ونچرز) – دیوید بروکول، پل کوری، ون هان، جیمز پانگ هونگ، و شان مک‌نامارا - موربیوس (کلمبیا پیکچرز) – آوی آراد، لوکاس فاستر، و مت تولماچ | بدترین کارگردانی - مشین گان کلی و ماد سان – عزاداری خوب - جاد اپتاو – حباب - اندرو دامینیک – بلوند - دنیل اسپینوزا – موربیوس - رابرت زمکیس – پینوکیو |
| بدترین بازیگر مرد - جرد لتو – موربیوس در نقش موربیوس، خون‌آشام زنده - پیت دیویدسون (صدا) – مارمادوک در نقش مارمادوک - تام هنکس – پینوکیو در نقش پدر ژپتو - مشین گان کلی – عزاداری خوب در نقش لاندن کش - سیلوستر استالونه – سامری در نقش جو اسمیت / ساماریتان / نمسیس | بدترین بازیگر زن - جشنواره تمشک طلایی (برای اشتباه بزرگ در نامزدی ۴۳اُمین دوره جوایز) - رایان کیرا آرمسترانگ – آتش‌افروز در نقش شارلین «چارلی» مک‌گی - برایس دالاس هاوارد – دنیای ژوراسیک: قلمرو در نقش کلیر دیرینگ - دایان کیتن – مک و ریتا در نقش مکنزی «مک» مارتین / ریتا - کایا اسکودلاریو – دختر پادشاه در نقش ماری جوزف - آلیسیا سیلورستون – رکوین در نقش جیلین |
| بدترین بازیگر مکمل مرد - تام هنکس – الویس در نقش کلنل تام پارکر - پیت دیویدسون – عزاداری خوب در نقش بری - ماد سان – عزاداری خوب در نقش دیلن - خاویر ساموئل – بلوند در نقش چارلز «کاس» چاپلین جونیور - ایوان ویلیامز – بلوند در نقش ادوارد جی. «ادی» رابینسون جونیور | بدترین بازیگر مکمل زن - آدریا آرجونا – موربیوس در نقش مارتین بنکرافت - فن بینگ‌بینگ – ۳۵۵ و دختر پادشاه در نقش لین می شنگ و پری دریایی - لورین براکو (صدا) – پینوکیو در نقش سوفیا - پنه‌لوپه کروز – ۳۵۵ در نقش گریسیلا ریورا - میرا سوروینو – لامبورگینی: مرد پشت افسانه در نقش آنیتا                                                                                |
| بدترین زوج سینمایی یا گروه بازیگری - تام هنکس و چهره پر از لاتکس او (و آن لهجه مضحک) – الویس - هر دو شخصیت واقعی (مریلین مونرو و جان اف. کندی) در صحنه سفسطه‌آمیز اتاق خواب در کاخ سفید – بلوند - اندرو دامینیک و مسائل او با زنان – بلوند - مشین گان کلی و ماد سان – عزاداری خوب - هر دو دنباله از ۳۶۵ روز (۳۶۵ روز: امروز و ۳۶۵ روز: آینده) | بدترین بازسازی، پیش‌درآمد یا دنباله - پینوکیو (با پینوکیوی گیرمو دل تورو اشتباه نشود!) (دیزنی پلاس) - بلوند (نتفلیکس) - ۳۶۵ روز: امروز و ۳۶۵ روز: آینده (نتفلیکس) - آتش‌افروز (یونیورسال پیکچرز) - دنیای ژوراسیک: قلمرو (یونیورسال) |
| بدترین فیلمنامه - بلوند – فیلمنامه توسط اندرو دامینیک؛ بر اساس رمان اثر جویس کارول اوتس - پینوکیو – فیلمنامه توسط رابرت زمکیس و کریس وایتز; بر اساس پینوکیو و رمان ماجراهای پینوکیو توسط کارلو کلودی - عزاداری خوب – نوشته‌شده توسط مشین گان کلی و ماد سان - دنیای ژوراسیک: قلمرو – فیلمنامه توسط امیلی کارمایکل و کالین ترورو; داستان از کالین ترورو و درک کانلی - موربیوس – داستان و فیلمنامه توسط مت سازما و بورک شارپلس; بر اساس مارول کامیکس موربیوس، خون‌آشام زنده توسط روی توماس و گیل کین | جایزه رستگاری تمشک - کالین فارل (از نامزدی تمشک بدترین بازیگر سال ۲۰۰۴ تا نامزدی اسکار بهترین بازیگر سال ۲۰۲۲) - وال کیلمر (از جزیره دکتر مورو تا وال) - مارک والبرگ (از تبدیل‌شوندگان: عصر انقراض تا پدر استو) |

## فیلم‌ها با بیشترین تعداد نامزدی
فیلم‌های زیر چندین نامزدی دریافت کردند:
| نامزدی‌ها | فیلم                 |
| -------- | -------------------- |
| ۸        | بلوند                |
| ۷        | عزاداری خوب          |
| ۶        | پینوکیو              |
| ۵        | موربیوس              |
| ۳        | دنیای ژوراسیک: قلمرو |
| ۳        | دختر پادشاه          |
| ۲        | ۳۵۵                  |
| ۲        | ۳۶۵ روز: امروز       |
| ۲        | الویس                |
| ۲        | ۳۶۵ روز: آینده       |

فیلم‌های زیر برنده چندین جایزه شدند:
| تعداد جایزه | فیلم    |
| ----------- | ------- |
| ۲           | بلوند   |
| ۲           | الویس   |
| ۲           | موربیوس |

## انتقادها
نامزدی بازیگر خردسال رایان کیرا آرمسترانگ در ردهٔ بدترین بازیگر زن برای بازی در آتش‌افروز با واکنش‌های شدید روبرو شد؛ منتقدان معتقد بودند که نامزدی بازیگران کودک در گذشته در این جشنواره به حرفهٔ آینده آن‌ها آسیب رسانده‌است، مانند گری کلمن برای در مسیر درست (۱۹۸۱)، مکالی کالکین برای ریچی ریچ (۱۹۹۴) و جیک لوید برای جنگ ستارگان: قسمت اول – تهدید شبح (۱۹۹۹). جولیان هیلیارد، بازیگر خردسال، گفت که این جشنواره اینبار بسیار زیاده‌روی کرده‌است و این نامزدی، آرمسترانگ را در معرض خطر «قلدری یا بدتر از آن» قرار می‌دهد.
جان جی.بی. ویلسون، یکی از بنیانگذاران این جشنواره، به بازفید گفت که در میان رای‌دهندگان گروه، آرمسترانگ از بین پنج جایگاه موجود در جایگاه پنجم قرار گرفت و علیرغم برخی نگرانی‌ها به دلیل سن او (۱۲ در زمان نامزدی)، برگزارکنندگان این نامزدی را تأیید کردند؛ به این دلیل که «آرمسترانگ یک بازیگر حرفه‌ای با تجربه قبلی بوده‌است». ویلسون پیشنهاد کرد که سطح انتقادی که نامزد دریافت کرده بود «بیش از حد» بود، اما همچنین پذیرفت و گفت: «قصد اصلی خنده‌دار بودن است [اما] در این نمونه خاص، به نظر می‌رسد که ما خیلی بد گام برداشته‌ایم. من این امر را قبول دارم.» سه روز پس از اعلام نامزدی، آرمسترانگ از صندوق رای حذف شد. ویلسون در یک عذرخواهی عمومی اعلام کرد که این سازمان دیگر اجازه نخواهد داد افراد زیر ۱۸ سال در هیچ رشته‌ای نامزد جوایز این جشنواره شوند.
در یک غافلگیری دیگر، برای اولین بار در تاریخ این مراسم، این سازمان به خودش جایزه داد: «بدترین بازیگر زن». پس از تحمل جنجال در مورد نامزدی اولیه آرمسترانگ، سازمان خود را به جای آرمسترانگ در برگه رای قرار داد، و با یک قاطعیت پیروز شد.